# Чусовское городское поселение
Чусовское городско́е поселе́ние — бывшее муниципальное образование, входившее в состав Чусовского муниципального района Пермского края Российской Федерации. Административный центр — город Чусовой.

## История
Статус и границы городского поселения установлены Законом Пермской области от 1 декабря 2004 года № 1892—414 «Об утверждении границ и о наделении статусом муниципальных образований административной территории города Чусового Пермского края».
Распоряжением Правительства РФ от 29 июля 2014 года № 1398-р «Об утверждении перечня моногородов» муниципальное образование включено в категорию «Монопрофильные муниципальные образования Российской Федерации (моногорода) с наиболее сложным социально-экономическим положением».
Упразднено Законом Пермского края от 25 марта 2019 года и вместе с другими муниципальными образованиями Чусовского муниципального района преобразовано путём их объединения в новое муниципальное образование — Чусовской городской округ.

## Население
| 2010    | 2012    | 2013    | 2014    | 2015    | 2016    | 2017    |
| ------- | ------- | ------- | ------- | ------- | ------- | ------- |
| 51 346  | ↘50 917 | ↘50 613 | ↘50 451 | ↘50 266 | ↘50 086 | ↘49 778 |
| 2018    | 2019    |         |         |         |         |         |
| ↘49 246 | ↘48 719 |         |         |         |         |         |

## Населённые пункты
В состав городского поселения входили 4 населённых пункта:
| № | Населённый пункт | Тип                   | Население |
| - | ---------------- | --------------------- | --------- |
| 1 | Казарма 120 км   | посёлок               | 0         |
| 2 | Кошково          | деревня               | 13        |
| 3 | Лямино           | рабочий посёлок (пгт) | ↘4408     |
| 4 | Чусовой          | город                 | ↘44 780   |

## Символика
Флаг Чусовского городского поселения был утверждён 26 декабря 2007 года и внесён в Государственный геральдический регистр Российской Федерации с присвоением регистрационного номера 4022.
Флаг представлял собой: «Полотнище с отношением ширины к длине 2:3, состоящее из двух равных горизонтальных полос — красной и голубой, несущее на голубом фоне узорную (в виде плетения с просветами) белую горизонтальную полосу (в соотношении x: y:z относительно участков голубой части полотнища, свободных от белой полосы), посредине полотнища — жёлтое изображение ладьи (внизу перекрывающее край полосы), в крыже — белое изображение колёсика от шпоры».
Красный цвет символизирует металл, металлургическое производство, а также мужество, силу, преданность.
Голубой цвет (лазурь) обозначает не только водные просторы, чистое небо, но и истину, честь, славу, добродетель и красоту.
Жёлтая ладья символизирует исторические события, связанные с рекой Чусовой, на берегу которой раскинулся город. Это, в первую очередь, движение дружины Ермака в Сибирь. Струги Ермака проплыли по реке Чусовой и, поднявшись по реке Серебрянке (приток реки Чусовой), перевалили на восточный склон Уральских гор. Началось великое освоение Сибири. Жёлтый цвет (золото) — символ прочности, богатства, величия, интеллекта и прозрения.
Белая перевязь (пояс) символизирует не только сплетение трёх рек, одна из которых дала имя городу, но и транспортный узел (железнодорожный, автомобильный), а также горнолыжные, санные трассы, зимние виды спорта, являющиеся визитной карточкой спортивного Чусового.
Белый цвет (серебро) шпоры символизирует металл, благородство, справедливость.